# ليندا كينغ
ليندا كينغ (بالإنجليزية: Linda King)‏ هي فنانة أمريكية، ولدت في 1940.